# Żaneta Glanc
Żaneta Glanc, née le 11 mars 1983 à Poznań, est une athlète polonaise spécialiste du lancer du disque.

## Biographie
Son meilleur lancer est de 63,96 mètres, à Cracovie, le 26 juin 2009, mesure qu'elle améliore en 63,99 m pour remporter le titre lors de l'Universiade d'été 2011 à Shenzhen.

### Palmarès
| Date | Compétition                       | Lieu          | Résultat | Marque  |
| ---- | --------------------------------- | ------------- | -------- | ------- |
| 2009 | Universiade                       | Belgrade      | 2e       | 60,57 m |
| 2009 | Championnats du monde             | Berlin        | 4e       | 62,66 m |
| 2009 | Finale mondiale                   | Thessalonique | 2e       | 63,36 m |
| 2011 | Championnats d'Europe par équipes | Stockholm     | 3e       | 59,29 m |
| 2011 | Universiade                       | Shenzhen      | 1re      | 63,99 m |
| 2011 | Championnats du monde             | Daegu         | 4e       | 63,91 m |
| 2013 | Championnats du monde             | Moscou        | 7e       | 62,90 m |
| 2015 | Championnats d'Europe par équipes | Tcheboksary   | 2e       | 58,92 m |

### Records
| Épreuve          | Performance | Lieu  | Date        |
| ---------------- | ----------- | ----- | ----------- |
| Lancer du disque | 65,34 m     | Halle | 19 mai 2012 |